# Kitui
Kitui es una localidad de Kenia, con estatus de municipio, capital del condado del mismo nombre. Tiene 155 896 habitantes según el censo de 2009.